# Asimina reticulata
Asimina reticulata Shuttlew. ex Chapm. – gatunek rośliny z rodziny flaszowcowatych (Annonaceae Juss.). Występuje endemicznie w południowo-wschodniej części Stanów Zjednoczonych – na Florydzie. 

## Morfologia

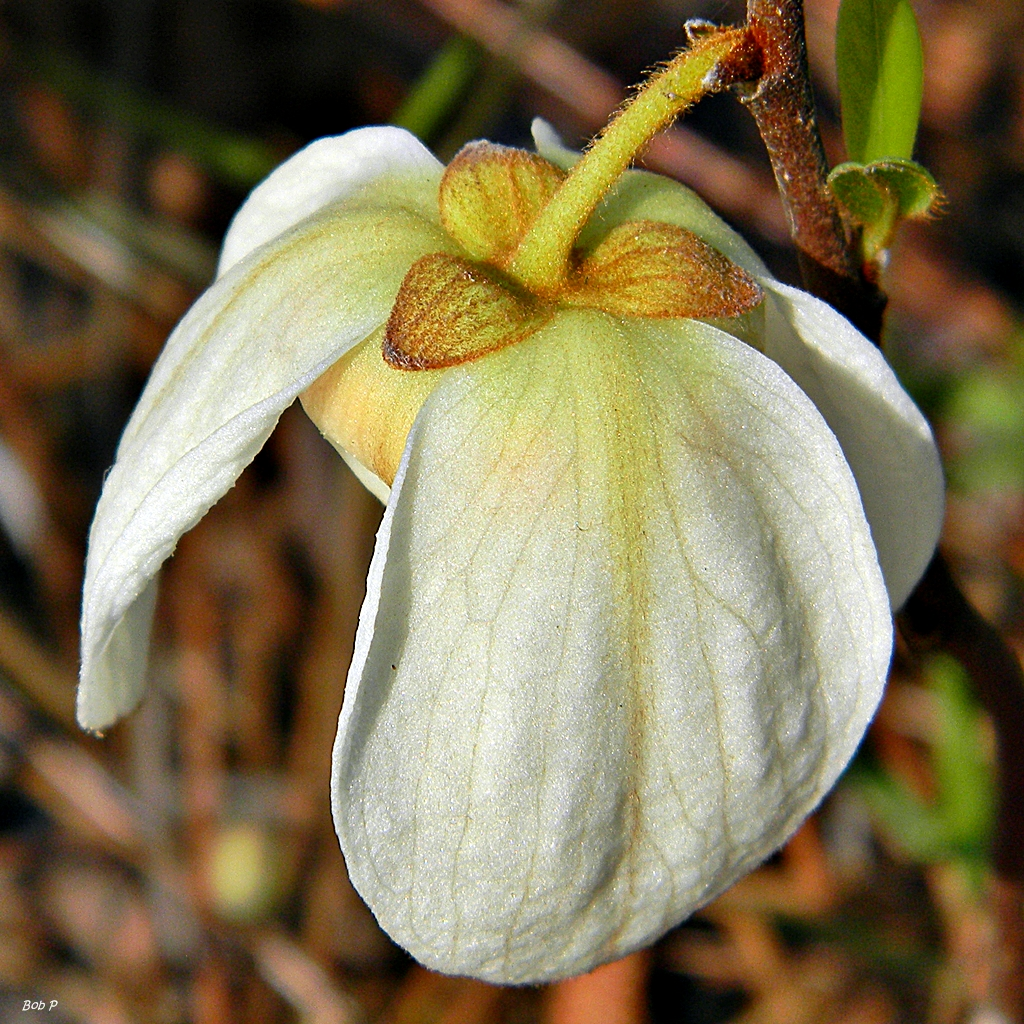
Kwiat – widoczne 3 działki kielicha

PokrójZimozielony krzew dorastający do 1,5 m wysokości. Młode pędy są pokryte kutnerem.
LiścieMają kształt od podłużnego do eliptycznego lub odwrotnie owalnego. Mierzą 5–8 cm długości. Są skórzaste, pokryte kutnerem. Nasada liścia jest od zaokrąglonej do klinowej. Liść na brzegu jest wygięty. Wierzchołek jest tępy lub zaokrąglony. Ogonek liściowy jest nagi i dorasta do 2–6 mm długości.
KwiatySą pojedyncze lub zebrane po 2–3 w pęczkach. Rozwijają się w kątach pędów. Wydzielają zapach. Działki kielicha mają trójkątny kształt i dorastają do 8–10 mm długości, są owłosione od wewnętrznej strony. Płatki zewnętrzne mają kształt od owalnego do odwrotnie owalnego i białą lub kremową barwę, osiągają do 2,5–6 cm długości, natomiast wewnętrzne są mniejsze, mają strzałkowaty kształt, są wykrzywione i mają barwę od białej do żółtawej. Kwiaty mają 3–8 słupków.
OwoceŻółtozielonkawe jagody, które tworzą owoc zbiorowy. Osiągają 4–7 cm długości.

## Biologia i ekologia
Rośnie w lasach sosnowych oraz na sawannach, na piaszczystym podłożu. Występuje na terenach nizinnych.